# Yadollah Sharifirad
Yadollah Sharifirad lyssna (fil), född 24 mars 1946 i Taleghan, är en iransk skribent, militärattaché och stridspilot under Iran-Irak-kriget. Han var 1978 pilot i konstflygardivisionen Gyllene kronan. Han var den mest framgångsrika F-5-piloten i Iran-Irak-kriget. Han sköt ner 5 irakiska flygplan (3 bekräftade nedskjutningar och 2 sannolika nedskjutningar). De nedskjutna planen var en SU-22 och 4 MiG-21.
Från 1984 till 1987 var han militärattaché i Pakistan. Han skrev 2010 en bok med namnet "Flight of the Patriot". Den boken finns på engelska.